# Richard P. Ernst

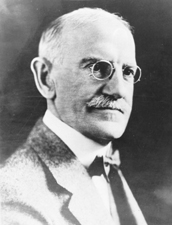
Richard P. Ernst

Richard Pretlow Ernst, född 28 februari 1858 i Covington, Kentucky, död 13 april 1934 i Baltimore, Maryland, var en amerikansk republikansk politiker. Han representerade delstaten Kentucky i USA:s senat 1921–1927.
Ernst utexaminerades 1878 från Centre College och avlade 1880 juristexamen vid Cincinnati Law School (numera University of Cincinnati College of Law). Han gifte sig 1886 med Susan Brent.
Republikanerna i Kentucky nominerade Ernst som partiets kandidat i senatsvalet 1920. Han besegrade den sittande senatorn J.C.W. Beckham med 50,3 % av rösterna mot 49,7 % för Beckham. Ernst ställde upp för omval i senatsvalet 1926 med besegrades av utmanaren Alben W. Barkley.
Ernst avled 1934 och gravsattes på Highland Cemetery i Fort Mitchell, Kentucky.